# Saturday Night in San Francisco
Saturday Night in San Francisco ist ein Album von Al Di Meola, John McLaughlin und Paco de Lucía, das am 6. Dezember 1980 im Warfield Theatre von San Francisco aufgenommen und 2022 veröffentlicht wurde. Es wurde bei einem Konzert am Abend nach dem Album Friday Night in San Francisco mitgeschnitten.

## Hintergrund
Die Aufnahme von Saturday Night in San Francisco entstand am letzten Abend der Welttournee des Trios und am Folgeabend nach dem Konzert, dessen legendärer Mitschnitt sich zum bisher erfolgreichsten Live-Akustikgitarren-Album entwickelte. Es war schon lange bekannt, dass die Aufnahmen existierten und von Di Meola aufbewahrt wurden; dennoch wurden sie erst 2022 veröffentlicht.
1997 urteilte McLaughlin über das zweite Konzert: „Der Samstagabend war völlig anders. Es war eine ganz andere Energie auf der Bühne. Das Publikum war wieder nett. Aber an manchen Abenden geschieht etwas Geheimnisvolles, und das ist es, worauf man hofft… dieses magische Etwas… das Funkeln, wie auch immer man es nennen will. Es hat einfach eine geheimnisvolle Qualität, die allem einen großen Charme verleiht. Und genau das war am Freitagabend passiert.“ Di Meola hingegen sagte zum Musikjournalisten Charles L. Granata: „Es ist aufregend, weil das Publikum direkt bei uns war und jede einzelne Note der Musik genoss.  Und wir haben alles gegeben. Es war wahnsinnig gut!“
In einem Interview mit Marc Myers merkte er an, dass erst beide Alben zusammen eine Gesamtschau auf das Repertoire ergebe, das die Gitarristen auf ihrer Tournee aufgeführt hätten. Weiterhin führte er aus, dass die drei Musiker damals darauf aus waren, sich gegenseitig auf der Bühne zu beeindrucken (nicht nur das Publikum). Da das Trio damit außerhalb der „Komfortzone“ spielte, gab es „Dinge, die funktionieren, und solche, die ein wenig aus dem Takt geraten sind. Vielleicht waren ein paar Noten daneben. Wenn wir in einem Aufnahmestudio gewesen wären, hätten wir sie vielleicht korrigiert. Aber das waren wir nicht. So war es auch am Freitagabend [Friday Night in San Francisco]. Das ist es, worum es bei Live-Aufnahmen geht. Es geht um den Moment und die Inspiration und die Fähigkeiten, die wir hatten. Was unsere Geschwindigkeit [auf den Instrumenten] angeht, so war sie fast unvorstellbar. Es ist wirklich schwer, sich das heute vorzustellen.“
Tim Pinch hatte 1980 den Mitschnitt auf 16-Spur-Bändern vorgenommen. Die sechs originalen Masterbänder waren allerdings in einem muffigen Kriechkeller unter Di Meolas Haus gelagert worden. Daher waren sie in einem bedenklichen Zustand; sie wiesen Anzeichen eines Wasserschadens auf, und auf einigen Spulen waren auch leichte Spuren von Schimmel. Außerdem wurde entdeckt, dass eine der Bandmaschinen, die für die ursprüngliche Aufnahme verwendet worden waren, im Verlauf der Samstags bei den Aufnahmen immer langsamer geworden war. Dadurch kam es zu einigen harmonischen Verschiebungen in der Musik. Der Transferprozess war eine Herausforderung, weil unsicher war, ob die Originalbänder noch mehrfach abspielbar waren. Weiterhin waren auf den Bändern keine Kalibriertöne, da Tim Pinch 1980 in seinem mobilen Aufnahmestudio mit 3M-Geräten gearbeitet hatte. Folglich musste Ulrike Schwarz externe Kalibrierbänder suchen und nutzen, um den Transfer auf einen neuen Datenträger erfolgreich durchzuführen.
Die Veröffentlichung 2022 wurde von Di Meola überwacht, der auch bei der Auswahl der Titel beraten hat. Roy Hendrickson hat die Bänder vor der Veröffentlichung neu abgemischt; Bernie Grundman hat sie gemastert. Ziel war es, „einen bemerkenswert lebendigen Klang zu erzielen, der den Hörer in das Warfield Auditorium an jenem Samstagabend vor fast 42 Jahren versetzt.“ Robert Sliger war für die Gestaltung von Cover und Verpackung verantwortlich.
Die insgesamt sieben Musiktitel auf dem Album enthalten ein gegenüber dem Mitschnitt vom Freitag unterschiedliches Programm, sowohl je ein Solostück der drei Gitarristen als auch vier Trios.  Das Album ist dem verstorbenen Paco de Lucia gewidmet.

## Titelliste
1. Bill Graham Introduction   0:29

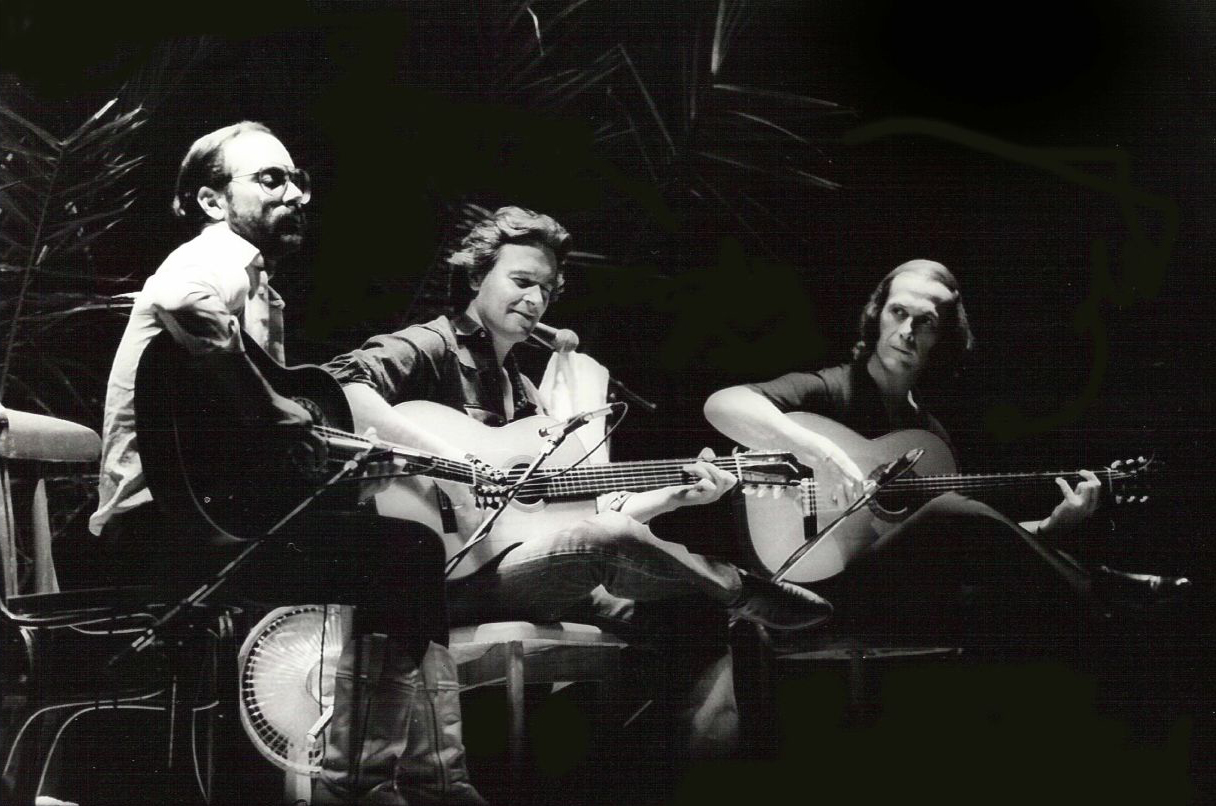
Al Di Meola, John McLaughlin und Paco de Lucía in Barcelona

2. Splendido Sundance (Al Di Meola) 7:07
3. One Word (John McLaughlin) 5:42
4. Trilogy Suit (Al Di Meola) 6:26
5. Monasterio de Sal (Paco de Lucía) 5:07
6. El Pañuelo (Paco de Lucía) 8:02
7. Meeting of the Spirits (John McLaughlin) 13:33
8. Orpheo Negro (Luiz Bonfá) 4:05

## Rezeption
Saturday Night in San Francisco sei „von einem perfekt aufeinander abgestimmten Trio“ gespielt, das sich auch mit diesem Album, dessen Bänder im Archiv 40 Jahre einen Dornröschenschlaf geschlummert hätten, „auf dem Zenit seiner Möglichkeiten präsentierte“, meinte Thomas Haak, der das Album im NDR als Jazzalbum der Woche präsentierte. Rivalitäten und Spannungen lassen sich die Musiker des Trios auf dem Album nicht anmerken, urteilt der Rezensent von laut.de „Eher fühlen sie sich zu Höchstleistungen angespornt, wie schon „Splendido Sundance“ beweist, das mit rhythmischer Begleitung und rasanten, virtuosen Läufen mediterranes Flamenco-Feeling versprüht.“ Wer das Vorgängeralbum schätze, solle sich Saturday Night in San Francisco nicht entgehen lassen, zumal das Klangbild „nahezu identisch“ sei. Die drei Musiker würden „das absolute Maximum aus sich herausholen.“
Werner Stiefele betont in seiner Besprechung für Rondo gleichfalls, dass das Klangbild „ziemlich genau dem des Millionensellers“ entspräche, und auch die Spielfreude. Zwar sei das Repertoire frei von Überschneidungen. Dennoch ähnelte sich die Atmosphäre der jeweiligen Eröffnungsnummern „Mediterranean Sundance“ (Freitag) und „Splendido Sundance“ (Samstag), die aber auf unterschiedlichem Material aufbauten. „Hier sowie in den Soli der drei weiteren Trionummern „El Pañuelo“, „Meeting of the Spirits“ und dem Klassiker „Orpheo Negro“ ist der freundschaftliche Wettbewerbsgeist und der Spaß an wagemutigen, rasanten Tutti zu spüren. In seinem Solo „One Word“ mischt McLaughlin Single-Note-Läufe und rockige Akkorde, während Di Meola in seinem „Trilogy Suite“ betitelten Solo seiner unglaublichen Fingerfertigkeit und melodischen Fantasie spanisches Flair verleiht und de Lucía mit „Monasterio de Sal“ in eine warmherzige, vom Flamenco geprägte Welt entführt.“ Das neue Album sei der bekannten „Kultplatte“ ebenbürtig.
Auch Ralf Dombrowski vergleicht das Album mit der Produktion vom Vortag, kommt dabei aber in Jazz thing zu dem Urteil: „Eigentlich haben die Meister am Freitag stellenweise geschlampt.“ Da man es nicht besser gewusst habe, hätte das Publikum bisher aber „die Nervositäten der Beteiligten als akustischen Adrenalinschub in Kauf“ genommen. Das neu veröffentlichte Saturday Night in San Francisco sei „tatsächlich eine Entdeckung“. Die drei Gitarristen würden deutlich entspannter wirken. „Jeder gibt auf seine Weise an, McLaughlin charmant ungebremst mit hippiehafter Offenheit in der Haltung, Di Meola mit stahlsaitener, häufig gedämpfter und klassisch aufgepeppter Schärfe, De Lucia ungeschlagen als der im modern transformierten Flamenco wurzelnde Gott der Nylonsaiten. Gemeinsam setzen sie im Up-tempo noch einen drauf, mit ebenfalls Flamenco, einer Variation zu ‚Mediterranean Sundance‘, etwas Mahavishnu und einem herrlich geschredderten ‚Orpheo Negro‘.“ Das auch aufnahmetechnisch solide Album sei „ein echtes Schmuckstück der gitarristischen Energie und Gestaltungswucht“.
Claus Dick betont die Klangtreue des Tonträgers; für ihn ist es das „audiophile Album der Woche“. Es sei ein Album, das nahtlos an einen audiophilen Klassiker anknüpfe und diesen quasi ergänze: „Saturday Night in San Francisco verbrüdert sich mit Friday Night in San Francisco, einem der erfolgreichsten Akustikgitarrenalben aller Zeiten.“ Es handele sich um ein Live-Epos, das man durchaus in eine Reihe mit anderen großen Live-Aufnahmen des Jazz (etwa Live at the Plugged Nickel von Miles Davis oder Sunday at the Village Vanguard von Bill Evans) einordnen könne. Auch Tom Gibbs, der das Album in seinen verschiedenen Ausgabeformaten für das Fachmagazin Positive Feedback verglich, lobte Saturday Night in San Francisco als „erstaunliches Album“. LP und die digitalen Formate seien gleichwertig und die Hintergrundgeräusche der DSD-Datei unhörbar, was für eine über 40 Jahre alte Live-Aufnahme bemerkenswert sei. Die Produktion sei sehr empfehlenswert. Für alle, die ein Fan des Klassikers seien, sei das neue Album diese CD ein Muss.
Hingegen meint Alexander Schmitz im Jazz Podium, dass das Album mit seinen „16tel-Orgie[n]“ nicht überzeuge: „Ehre, wem Ehre gebürt. Nur, was vor vierzig Jahren fesselte, wirkt heute mehr denn je als bloße Idolatrie von Technik, von Handwerk und eben nicht als musikalische Substanz. Virtuosität als purer Selbstzweck.“
Andy Robson, der dem Album in Jazzwise vier Sterne gab, hob hervor, dass dort Paco De Lucias Arbeit stärker betont wird. Seine Arbeit fundamentiere insbesondere rhythmisch den Auftritt. Der Titel „Meeting of the Spirits“ habe ein gemäßigteres Tempo und vor allem eine größere Dynamik als die anderen Songs. Insgesamt sei Saturday Night in San Francisco eine Vision aus einer anderen Zeit, eine ganz andere Klangwelt. Hier habe man ein Konzert von einem Trio, das man genießen könne.